# Cantó de Lucé
El cantó de Lucé és un cantó francès del departament d'Eure i Loir, situat al districte de Chartres. Té 3 municipis i el cap és Lucé.

## Municipis
- Amilly
- Cintray
- Lucé

## Història
| Data d'elecció                           | Identitat        | Partit         | Qualitat |
| ---------------------------------------- | ---------------- | -------------- | -------- |
| 1973-1988                                | Edmond Desouches | Partit Radical |          |
| 1988-1994                                | James Benoist    | PS             |          |
| 2001-2006                                | Jacques Morland  | DL             |          |
| 2006-                                    | Xavier Roux      | PS             |          |
| les dades anteriors no són pas conegudes |                  |                |          |
|                                          |                  |                |          |

## Demografia
| A partir de 1990: Població sense dobles comptes |